# 赫羅伊納島

赫羅伊納島（英語：Heroína Island），是南極洲的島嶼，位於葛拉漢地，處於茹安維爾島東南面，屬於茹安維爾群島中危險群島的一部分，現時由南極條約體系管理。